# Liste der Naturdenkmäler in Gemünden (Wohra)
Die Liste der Naturdenkmäler in Gemünden (Wohra) nennt die in der Stadt Gemünden im Landkreis Waldeck-Frankenberg in Hessen gelegenen Naturdenkmäler. Sie sind nach den §§ 28, 22 des Hessischen Gesetzes über Naturschutz und Landschaftspflege sowie § 12 des Hessischen Ausführungsgesetzes zum Bundesnaturschutzgesetz geschützt.
| Bild | Bezeichnung                 | Ortsteil, Lage                        | Beschreibung                                                                         | Art        | Nr.    |
| ---- | --------------------------- | ------------------------------------- | ------------------------------------------------------------------------------------ | ---------- | ------ |
| BW   | Stieleiche auf dem Sandberg | Gemünden 50° 58′ 9,2″ N, 8° 57′ 11″ O | Landschaftsbildprägende Stieleiche.                                                  | Stieleiche | 11 001 |
| BW   | „Donisse“                   | Sehlen 51° 0′ 39,1″ N, 8° 57′ 13,1″ O | 2,44 Hektar großer, kulturhistorisch interessanter Standort auf dem Hügel „Donisse“. | Burgstall  | 11 002 |
| BW   | Steinbruch                  | Sehlen 51° 0′ 42,6″ N, 8° 57′ 16,6″ O | 1,20 Hektar großer aufgelassener Steinbruch am Nordrand des Naturdenkmals „Donisse“. | Steinbruch | 11 003 |

## Belege
1. ↑  
Anlage 1 zur Verordnung zum Schutze der Naturdenkmäler im Landkreis Waldeck-Frankenberg. (pdf; 374 kB) Landkreis Waldeck-Frankenberg, 18. März 2013, abgerufen am 24. Januar 2016.
2. ↑  
Verordnung zum Schutze der Naturdenkmäler im Landkreis Waldeck-Frankenberg. (pdf; 1,42 MB) Landkreis Waldeck-Frankenberg, 18. März 2013, abgerufen am 24. Januar 2016.
3. ↑  Details 11 001
4. ↑  Details 11 002
5. ↑  Details 11 003

- Karte mit allen Koordinaten:
- OSM |
- WikiMap